# Breteuil
Breteuil é uma comuna francesa na região administrativa da Normandia, no departamento de Eure. Estende-se por uma área de 27,47 km². Em 2010 a comuna tinha 4 478 habitantes (densidade: 163 hab./km²).
Em 1 de janeiro de 2016, foram incorporadas à Breteuil as antigas comunas de Cintray e La Guéroulde.